# Урбан Ольга Володимирівна

Ольга Володимирівна Зайцева (Урбан, 12 березня 1962) — радянська тенісистка, тренер. Майстер спорту СРСР міжнародного класу (1980).

## Біографія
Почала грати в теніс у 8 років, перша тренерка Н. Теплякова. Виступала за ЦСКА (1970-1987). Чемпіон Європи серед дівчат в парі (1979-1980), фіналістка чемпіонату Європи (1978). Переможниця Спартакіади народів СРСР у складі збірної Москви (1979, 1983). 3-разова чемпіонка СРСР в парі (1979-1981). Переможниця Всесоюзних зимових змагань в парі (1983) і міксті (1981), півфіналістка в одиничному розряді (1979). Володарка Кубка СРСР у складі збірної Москви (1980, 1982) і ВС СРСР (1983). Чемпіонка Москви в парі (1981, зима). Входила в десятку найсильніших тенісисток СРСР (1979-1983), найкраще місце — 6-е (1981). Чемпіонка Європи в парі (1980). Володарка «Кубка СУАБ» (1982), фіналістка розіграшів кубків «Принцеси Софії» (1980) і «СУАБ» (1981) у складі збірної СРСР серед дівчат. Переможниця Літнього міжнародного турніру в міксті (1982), Зимового міжнародного турніру в парі (1983) і міксті (1981). У складі збірної СРСР в 1979-1983 роках провела 19 матчів в Кубку Федерації (10: 9). Тренерка ВС СРСР (1985-1987), Центрального стадіону в Лужниках (1988).
Одна з найсильніших парних гравців СРСР кінця 1970-х — початку 1980-х рр. Випускниця Російський державний університет фізичної культури, спорту, молоді та туризму.
З 1989 року — в Німеччині, тренер і гравець клубів BSV-92 (Берлін; 1989) і DTV (Ганновер ; 1991-1995). З 1995 року періодично виступала в міжнародних змаганнях тенісистів-ветеранів.